# Beppe Devalle
Giuseppe Riccardo « Beppe » Devalle, né le 8 avril 1940 à Turin et mort le 4 février 2013 à Milan, est un peintre italien et un collagiste.

## Biographie
Devalle est né le 8 avril 1940 à Turin. Pendant la guerre, sa famille a d'abord été évacué vers Cherasco, le lieu de naissance de ses grands-parents paternels, puis vers Lanzo Torinese, à partir de 1943-1945. De retour à Turin, en 1945, il fait ses études primaires et secondaires à l'école sans beaucoup d'enthousiasme. En 1955, il est admis au Liceo Artistico dell’Accademia Albertina, après avoir étudié tout l'été avec les frères Casoni, sur les conseils de Felice Casorati, qu'il a rencontré grâce à des amis communs de ses parents. Pendant les années de sa présence au Liceo, il est entré en contact avec l'avant-garde du monde de l'art contemporain, grâce à sa connaissance des sculpteurs, Sandro Cherchi et Franco Garelli. Il fréquente souvent la Bibliothèque USIS de Turin, et en 1958, il se rend à la PAC à Milan, pour voir l'exposition de la peinture américaine; une visite qui a marqué le début de son intérêt pour Gorky et en particulier dans l'expressionnisme abstrait.
En 1958, il est admis à l'examen annuel de Promotrice delle Belle Arti de Turin. Il complète son diplôme au Liceo  puis, pendant quelques années, travaille comme évaluateur de coût dans l'entreprise de son père, qui s'était spécialisée dans la menuiserie métallique. Dans le même temps, il s'inscrit à l'Accademia Albertina, en prenant un cours dans le stade de la conception comme un moyen de «gagner sa vie». Le premier résultat de cette décision était de son entrée en contact avec la pensée et l'esthétique du théâtre contemporain (Beckett, Ionesco, Albee, etc.).

## Expositions sélectionnées
- 1961: Turin, Circolo degli Artisti
- 1963: L'Aquila, Alternative attuali
- 1963: la Biennale di Tokyo
- 1964: Bruxelles, Musée d'Ixelles, les Phases
- 1965: Milan, Galleria Milano
- 1965: L'Aquila, Alternative attuali
- 1966: XXXIII Biennale di Venezia, organisée par Nello Ponente
- 1967: Milan, PAC, Salone internazionale dei giovani, vicaire par Guido Ballo
- 1967: L'Aquila, Alternative attuali
- 1970: Bologne, Biennale dei giovani artisti, organisée par Renato Barilli, Tommaso Trini et Maurizio Calvesi
- 1972: XXXVI Biennale di Venezia
- 1972: La d Arte di Roma
- 1979: Turin, Palazzo Chiablese
- 1982: XLI Biennale di Venezia
- 1982: Londra, Hayward Gallery, L'Arte Italiana 1960-1982
- 1986: XV La di Roma
- 1992: Monza, Serrone di Villa Reale
- 1995: Torino, Circolo degli Artisti, Palazzo Graneri della Roccia, une cura di Marco Rosci.
- 1996: Ferrara, le Palazzo dei Diamanti, organisée par marie-Mimita Lamberti
- 2006: Turin, Galleria di Arte Moderna
- 2008: Milan, Museo Diocesano, you are my destiny, organisée par Paolo Biscottini
- 2008: Milano, Accademia di Brera
- 2012: Milan, Museo del Novecento, Beppe Devalle: Collages des années Soixante, organisée par Flavio Fergonzi